# Amtsbezirk Scherrebek
Der Amtsbezirk Scherrebek war ein Amtsbezirk im Kreis Hadersleben in der Provinz Schleswig-Holstein.
Der Amtsbezirk wurde 1889 gebildet und umfasste die folgenden Gemeinden: 
1. Astrup
2. Bröns
3. Haverwatt
4. Ostergasse
5. Scherrebek
6. Westergasse

1920 wurde der Amtsbezirk aufgelöst und die Gemeinden aufgrund der Volksabstimmung in Schleswig an Dänemark abgetreten.